# Койл, Ричард
Ри́чард Койл (англ. Richard Coyle, род. 27 февраля 1972) — английский актёр.

## Ранняя жизнь и образование
Ричард Койл родился 27 февраля 1972 года в городке Шеффилд, где провел детство и юность вместе с четырьмя братьями. Актёрской игрой он заинтересовался во время учёбы в Йоркском университете (1991—1994), когда, изучая политологию, стал участвовать в любительских спектаклях. Всерьёз увлекшись драматическими постановками, Койл отправляется на Эдинбургский фестиваль. Оставив учёбу, Ричард переходит в театральную школу Олд Вика.

## Карьера
Сыграв несколько второстепенных ролей на британском ТВ, Койл получает шанс стать знаменитым: ему предлагают роль социально неадекватного Джеффа Мердока в комедийном шоу «Любовь на шестерых» («Coupling») и Джона Ридда в экранизации романа «Лорна Дун». Его сумасбродный Джефф покорял сердца зрителей, но в 2003 году он решил оставить «Любовь на шестерых», чтобы участвовать в других проектах как в театре, так и в фильмах. Он получил главную роль в сериале 2002—2003 годов «Секретные материалы Стрейнджа», который транслировался каналом BBC. Не забывая театр, весь 2002 год актёр провёл на сцене Королевского театра, играя в спектакле «Йоркский реалист».
В 2004 году Койл получил роль Майкла Грэндэджа в сериале «Дон Карлос» по произведению Фридриха Шиллера, который вышел на экраны в январе 2005 года. Вместе с Джонни Деппом он снялся в фильме «Распутник», затем сыграл незначительные роли в фильмах «Франклин» и «Хороший год» и озвучил персонаж Китца в Playstation 3.
В 2008 году Ричард получил роль Гарольда Пинтера в фильме «Возлюбленный» и работал на сцене Театра Комедии в Лондоне. В 2009 году снялся в фильме «Принц Персии: Пески Времени», который вышел на экраны в 2010 году и получил одну из главных ролей в фильме по книге Терри Прачетта «Опочтарение».

## Личная жизнь
В 2003—2010 годах Койл был женат на актрисе Джорджии Маккензи. У них есть дочь Пурди (род. 2008). В 2011—2017 годах он состоял в отношениях с актрисой Рут Брэдли.

## Фильмография
| Год       |     | Русское название                     | Оригинальное название                 | Роль                   |
| --------- | --- | ------------------------------------ | ------------------------------------- | ---------------------- |
| 1996—2008 | с   | Дэлзил и Пэскоу                      | Dalziel and Pascoe                    | Martin Hallingsworth   |
| 1996—1998 | с   |                                      | Hetty Wainthropp Investigates         | Dr. Miles Miller       |
| 1998      | тф  | Макбет                               | Macbeth                               | Loon                   |
| 1998      | с   | Жизнь и преступления Уильяма Палмера | The Life and Crimes of William Palmer | John Parsons Cook      |
| 1998      | ф   | Мышиная возня                        | What Rats Won't Do                    | Журналист              |
| 1999      | ф   | В отрыв!                             | Human Traffic                         | Энди                   |
| 1999      | ф   | Кутерьма                             | Topsy-Turvy                           | Mr. Hammond            |
| 1999      | с   | Жёны и дочери                        | Wives and Daughters                   | Mr. Coxe               |
| 2000—2004 | с   | Любовь на шестерых                   | Coupling                              | Jeffrey 'Jeff' Murdock |
| 2000      | тф  | Лорна Дун                            | Lorna Doone                           | Джон Ридд              |
| 2001      | тф  | Меч чести                            | Sword of Honour                       | Trimmer McTavish       |
| 2001      | ф   | Мушкетёры                            | Young Blades                          | Count Morlas           |
| 2001      | ф   | Рок возмездия                        | Happy Now                             | Джо Джонс              |
| 2001      | тф  | Отелло                               | Othello                               | Michael Cass           |
| 2002—2003 | с   | Секретные материалы Стрейнджа        | Strange                               | Джон Стрейндж          |
| 2003      | кор | Вечером в пятницу                    | Friday Night In                       | Бен                    |
| 2004      | тф  | Заговор против короны                | Gunpowder, Treason & Plot             | Catesby                |
| 2004      | ф   | Распутник                            | The Libertine                         | Alcock                 |
| 2006      | тф  |                                      | The Best Man                          | Michael Sheldrake      |
| 2006      | ф   | Метод Крекера                        | Cracker                               | DI Walters             |
| 2006      | ф   | Хороший год                          | A Good Year                           | Amis                   |
| 2006      | тф  |                                      | Ultra                                 | Cryptic man            |
| 2007      | ф   | История мистера Полли                | The History of Mr Polly               | Джим                   |
| 2008      | ф   | Франклин                             | Franklyn                              | Ден                    |
| 2008      | кор |                                      | The Pro                               | Tony Kirby             |
| 2009      | ф   |                                      | Octavia                               | Gareth Llewellyn       |
| 2010      | ф   | Опочтарение                          | Going Postal                          | Мойст фон Липвиг       |
| 2010      | ф   | Принц Персии: Пески времени          | Prince of Persia: The Sands of Time   | принц Тас              |
| 2011      | ф   | 5 дней в августе                     | 5 Days of War                         | Себастьян Ганц         |
| 2011      | ф   | Мы. Верим в любовь                   | W.E.                                  | Уильям Уинтроп         |
| 2012      | ф   | Грэбберсы                            | Grabbers                              | Garda Ciarán O'Shea    |
| 2012      | ф   | Дилер                                | Pusher                                | Фрэнк                  |
| 2012      | ф   | Адский бункер: Черное солнце         | Outpost: Black Sun                    | Уоллес                 |
| 2012      | с   | Тайные операции                      | Covert Affairs                        | Саймон Фишер           |
| 2013      | ф   | Кулинарная книга любви               | The Food Guide to Love                | Оливер Бирн            |
| 2013      | с   | Преступная жизнь                     | Life of Crime                         | Рэй Динс               |
| 2014      | с   | Череп и кости                        | Crossbones                            | Том Лоу                |
| 2015      | с   | Наша эра. Продолжение Библии         | A.D. The Bible Continues              | Первосвященник Каиафа  |
| 2016      | с   | Крах                                 | The Fall                              | доктор Джо О’Доннел    |
| 2016      | с   | Коллекция                            | The Collection                        | Пол Сэбин              |
| 2017      | с   |                                      | Born to Kill                          | Питер                  |
| 2018      | с   | Безжалостное солнце                  | Hard Sun                              | Томас Блэквуд          |
| 2018      | с   | Леденящие душу приключения Сабрины   | The Chilling Adventures of Sabrina    | отец Блэквуд           |